# Miles Routledge
Miles Arthur Le-Vesconte Routledge (* 14. September 1999 in Birmingham), besser bekannt unter dem Spitznamen Lord Miles, ist ein englischer Autor, YouTuber und „Gefahrentourist“. Er wurde öffentlich bekannt, als er 2023 für mehrere Monate von dem Sicherheitsdienst der Taliban in Afghanistan festgehalten wurde. 

## Leben
Miles Routledge wurde 1999 geboren und wuchs in Royal Sutton Coldfield auf. Als Kind einer künstlichen Befruchtung kennt er seinen biologischen Vater nicht. Er besuchte die Hollyfield School und schloss 2018 die Oberstufe an der Plantsbrook School ab. Von 2014 bis 2018 arbeitete Routledge während des Schulbesuchs in Teilzeit als Friseur. Nach dem Schulabschluss studierte er im ersten Jahr Physik an der Loughborough University. Während seines zweiten Studienjahres begann Routledge ein Studium im Bank- und Finanzwesen und gründete die Loughborough Investment Banking Society der Universität. Aufgrund von Bedenken der Universität wegen der Veröffentlichung eines Buches über seine Erfahrungen in Afghanistan sowie der Aufforderung, eine Geldstrafe zu zahlen und ein Diversity-Training wegen antisemitischer Äußerungen zu absolvieren, brach er sein Studium ab. Routledge war für mehrere Monate lang obdachlos in Birmingham.

## Reisen
In seinem ersten Studienjahr an der Loughborough University besuchte Routledge gemeinsam mit einem Freund in den Winterferien 2019 die Tschernobyl-Sperrzone in der Ukraine.
2021 beschloss Routledge Afghanistan zu bereisen, nachdem er eine Google-Suche nach den „den gefährlichsten Ländern, die man besuchen kann“ gemacht hatte. Zu seinen Vorbereitungen gehörten ein GPS-fähiger SOS-Knopf, regelmäßige Updates an Online-Freunde über seinen Aufenthaltsort und einen Dead man’s switch, der automatisch eine Nachricht auf seiner Facebook-Seite veröffentlichen sollte, wenn er nicht zurückkehrt. Am 13. August 2021 traf Routledge aus der Türkei kommend in Kabul ein, der Rückflug war für den 19. August geplant. Zu diesem Zeitpunkt waren die Taliban bereits auf dem Vormarsch, es wurde jedoch erwartet, dass es noch Monate dauern würde, bis sie die Hauptstadt bedrohen würden. Vor seiner Reise erwarb er für 15 Pfund einen scherzhaften Lord-Titel und begann sich Lord Miles zu nennen.
Am folgenden Tag begann jedoch Panik in der Stadt auszubrechen und es kam zu zahlreichen chaotischen Ereignissen, darunter ein Bankansturm und Menschen begannen, mit automatischen Waffen in die Luft zu schießen. Mithilfe seines lokalen Reisebegleiters versuchte Routledge, als Frau getarnt und in einer Burka verkleidet zur britischen Botschaft zu gelangen. Als sie in der Botschaft ankamen und diese verlassen vorfanden, versuchten beide den Flughafen zu erreichen. Am folgenden Tag wurde Kabul von den Taliban eingenommen und Routledge steckte in der Stadt fest. Seine humorvollen Botschaften, die er über seine Situation auf Plattformen wie 4chan, Facebook und Twitch verbreitete, erregten großes öffentliches Aufsehen. Nachdem er Zuflucht in einem Safe House gefunden hatte, wurde er am 17. August von einem Flugzeug der British Army ausgeflogen.
Danach besuchte er als Abenteurer verschiedene weitere Länder, darunter Brasilien, Kasachstan, Uganda, den Südsudan, Kenia und die Ukraine. Während dieser Reisen wurde er von der kenianischen Polizei inhaftiert, überquerte illegal die Grenze nach Kasachstan und befand sich in der Ukraine kurz vor dem russischen Einmarsch. Er beschloss, im April 2022 in das nun von den Taliban regierte Afghanistan zurückzukehren. Dort angekommen, wurde er im Mai von einem afghanischen Fernsehsender interviewt. Im Dezember 2022 veröffentlichte er ein Buch über seine Erlebnisse in Afghanistan. Anfang 2023 besuchte er illegal die Insel Queimada Grande in Brasilien, bekannt als „Schlangeninsel“, die aufgrund der zahlreichen Giftschlangen dort für die Öffentlichkeit gesperrt ist.
Routledge brach Ende Februar 2023 zu einer dritten Reise nach Afghanistan auf und wurde am 2. März 2023 von der Generaldirektion des Geheimdienstes der Taliban festgenommen. Der Grund für seine Festnahme war unbekannt und für mehrere Monate war sein Verbleib ebenfalls unbekannt, sodass Gerüchte über seinen Tod aufkamen. Routledge wurde im Oktober 2023 nach acht Monaten aus dem Gewahrsam der Taliban entlassen. Er gab an, von den Taliban in Gewahrsam gut behandelt worden zu sein und während der Haft Videospiele gespielt zu haben und bezeichnete seine Haftzeit als „Urlaub“. Er kündigte an, erneut nach Afghanistan zurückzukehren und begann Taliban-Merchandise im Internet zu verkaufen.
Routledge kündigte außerdem an, die North Sentinel Island besuchen zu wollen, wo einer der letzten unkontaktierten Stämme lebt, welcher alle Eindringlinge in ihr Territorium angreift.

## Veröffentlichungen
- Lord Miles in Afghanistan, Miles Routledge, Antelope Hill Publishing 2022, ISBN 978-1-9568-8753-2. (englisch)